# Baños de la Encina
Baños de la Encina es un municipio y localidad española de la provincia de Jaén, en la comunidad autónoma de Andalucía. El término municipal, situado en la comarca de Sierra Morena, cuenta con una población de 2563 habitantes (INE 2024).
Baños de la Encina pasó a formar parte de la asociación Los Pueblos Más Bonitos de España en el año 2021, siendo el segundo pueblo de la Provincia de Jaén (España) en recibir esta acreditación.

## Geografía
Enclavado en las estribaciones de Sierra Morena, el pueblo se sitúa en un cerro que separa esta sierra de la campiña olivarera. Como accidente geográfico destaca el embalse del Rumblar, alimentado por el río Rumblar.

## Historia
A mediados del siglo XIX la villa tenía contabilizada una población de 1770 habitantes. La localidad aparece descrita en el tercer volumen del Diccionario geográfico-estadístico-histórico de España y sus posesiones de Ultramar de Pascual Madoz de la siguiente manera:

BAÑOS: v. con ayunt. de la prov., adm. de rent. y dióc. de Jaén (7 leg.), part. jud. de La Carolina (2 1/2), aud. ter. y c. g. de Granada; sit. en la falda de Sierra-Morena, bien ventilada y de temperamento sano, con 306 casas en calles pendientes, pero bien empedradas, escuela de instruccion primaria, pósito, hospital, igl. parr. (San Mateo) de primer ascenso, servida por 1 prior, 1 teniente y 1 beneticiado: en los afueras de la v. se encuentra el santuario de la Virgen de la Encina, propiedad del ayunt.; el del Sto. Cristo del Llano, oratorio de Salcedo y ermitas de San Ildefonso y San Marcos, de particulares; y el cementerio próximo á la v., construido sobre las ruinas de un ant. cast. Confina el térm. por N. con el Viso del Marqués, por E. con los de Guarroman y La Carolina; por S. con los de Bailen y Linares, y por O. con los de Andújar y Villanueva de la Reina; el terreno es montuoso, y en su mayor parte inútil para la prod. de cereales, pero muy ventajoso para pastos y plantío de olivos, principalmente en la vega que se halla inmediata á la pobl. regada con las aguas de los r. Pinto, Rio-Grande y Rumblar, que unidos y con el nombre del último, desembocan en el Guadalquivir. Los caminos que conducen á Andújar, Bailen, Linares, Guarroman y La Carolina son trasversales y se hallan en mediano estado; y los que dirigen á San Lorenzo y el Hoyo, atraviesan por Sierra-Morena, y pueden llamarse veredas por su malísima construccion: un conductor nombrado por el ayunt. lleva la correspondencia á la caja de Bailen, los domingos, miércoles y viernes, y recoge la que hay para el mismo y los vec.; prod.: aceite, miel, cera, alguna semilla y ganados; siendo esta última y la del aceite la principal cosecha: hay mucha caza mayor y menor; minas de alcohol, y algunas fuentes medicinales; pobl.: 516 vec., 1,770 hab. dedicados á la agricultura, ganaderia y esportacion de los frutos sobrantes: existen 3 tiendas de abaceria y otros géneros; cap. prod.: 6.763,073 rs.; imp. 271,692 importe de los consumos: 20,511; contr.: 128,497.
(Madoz, 1846, p. 360)

En 2021 se incorporó a la asociación de Los Pueblos Más Bonitos de España.

## Demografía
Cuenta con una población de 2563 habitantes (INE 2024).
| Gráfica de evolución demográfica de Baños de la Encina entre 1842 y 2021                                              |
| |
| Población de derecho según los censos de población del INE. Población de hecho según los censos de población del INE. |

## Administración y política

### Elecciones municipales
| Elecciones municipales desde 1979 |      |      |      |      |      |      |      |      |      |      |      |      |
|                                   | 1979 | 1983 | 1987 | 1991 | 1995 | 1999 | 2003 | 2007 | 2011 | 2015 | 2019 | 2023 |
| PSOE                              | 8    | 8    | 5    | 7    | 5    | 7    | 5    | 4    | 5    | 8    | 7    | 5    |
| AP/PP                             | -    | 1    | 3    | 2    | 4    | 1    | 1    | 3    | 4    | 2    | 3    | 5    |
| PCE/IU                            | 1    | 2    | 3    | 2    | 2    | 1    | 2    | 1    | 2    | 1    | 1    | 1    |
| PA                                | -    | -    | -    | -    | -    | 2    | 3    | 3    | -    | -    | -    | -    |
| UCD                               | 2    | -    | -    | -    | -    | -    | -    | -    | -    | -    | -    | -    |
| PTE-UC                            | -    | -    | 0    | -    | -    | -    | -    | -    | -    | -    | -    | -    |
| En negrilla el partido más votado |      |      |      |      |      |      |      |      |      |      |      |      |
| Fuente: datoselecciones.com       |      |      |      |      |      |      |      |      |      |      |      |      |

### Alcaldía
| Periodo   | Nombre                        | Partido |
| --------- | ----------------------------- | ------- |
| 1979-1983 | Arturo Azorit Cañizares       | PSOE    |
| 1983-1987 | Vicente Heras Guerrero        | PSOE    |
| 1987-1991 | Juan Antonio Melgarejo Moreno | PSOE    |
| 1991-1995 | Juan Antonio Melgarejo Moreno | PSOE    |
| 1995-1999 | José Juan Rocha Rodríguez     | PSOE    |
| 1999-2003 | Miguel Campillo Gómez         | PSOE    |
| 2003-2007 | Miguel Campillo Gómez         | PSOE    |
| 2007-2011 | Rafael Espinosa Pérez         | IU      |
| 2011-2015 | Antonio Las Heras Cortés      | PSOE    |
| 2015-2019 | Antonio Las Heras Cortés      | PSOE    |
| 2019-2023 | Antonio Las Heras Cortés      | PSOE    |
| 2023-act. | Antonio Las Heras Cortés      | PSOE    |

## Patrimonio

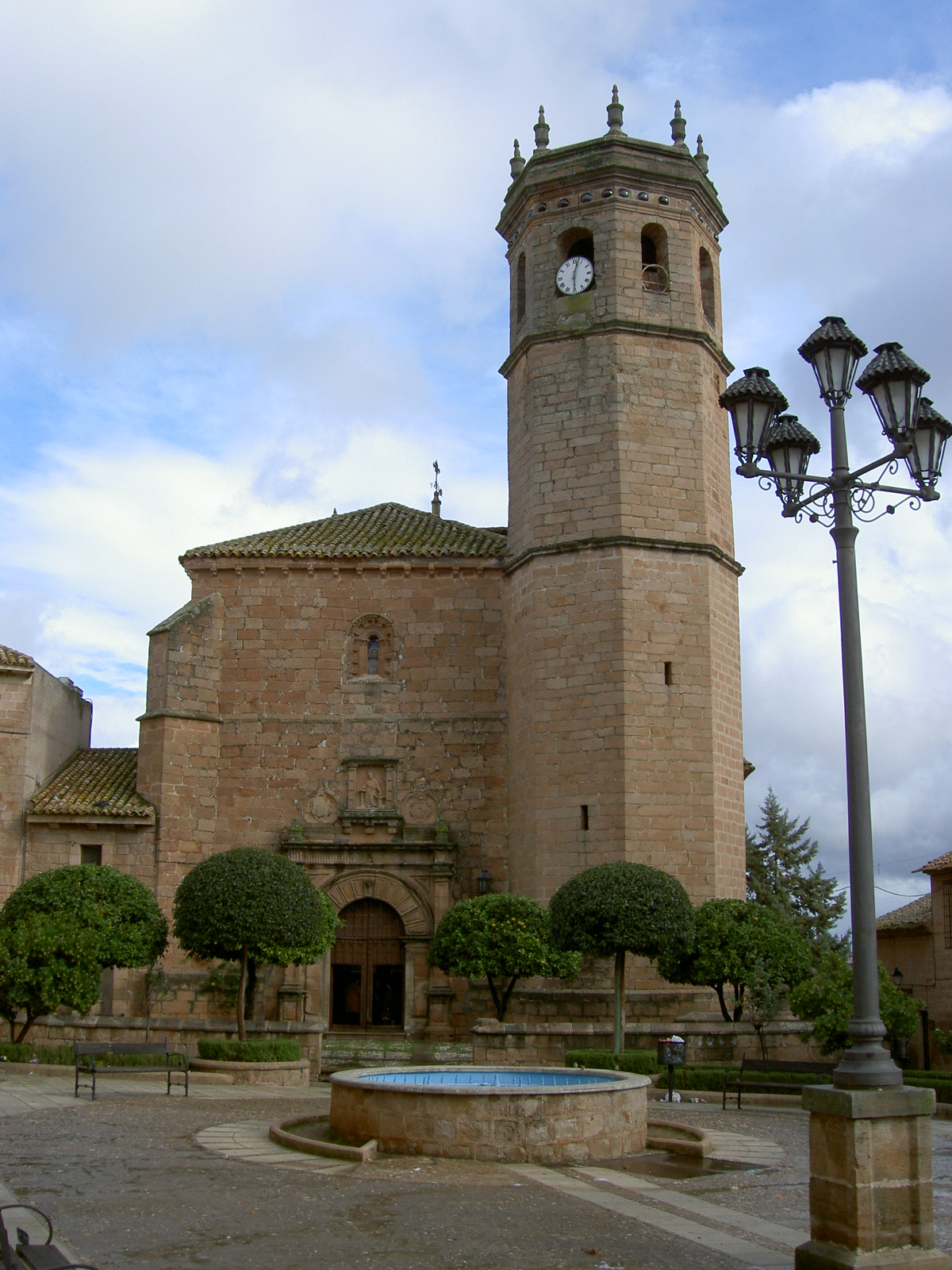
Iglesia de San Mateo desde la plaza de la Constitución

Numerosas edificaciones del término municipal de Baños de la Encina están inscritas en el Catálogo General del Patrimonio Histórico Andaluz, entre los cuales destacan el Castillo de Burgalimar, la Iglesia de San Mateo y la Ermita Jesús del Llano.
- Castillo de Burgalimar.[6]
- Iglesia de San Mateo, en cuyo Sagrario se encuentra una pintura atribuida a Murillo.
- Ermita del Cristo del Llano, en el que hay que destacar un camarín rococó.
- Ermita de la Virgen de la Encina, situada entre los campos de olivos, junto a la encina en la que, según cuenta la tradición, se apareció a un labrador. La romería a la ermita se celebra el segundo domingo del mes de mayo.
- De camino a esta última, se encuentra la ermita de Jesús del Camino, que es otra pequeña ermita situada a un km aproximadamente de la anterior. Se realiza una pequeña romería el primer domingo del mes de mayo.
- Molino de Viento, antiguo molino de viento del siglo XVIII, situado en la parte alta del municipio. Está construido sobre sillares y fue rehabilitado hace unos años. Se lo dotó de unas aspas (exclusivamente de carácter ornamental), y en su interior alberga un pequeño museo.
- Antigua ermita de Santa María del Cueto, de la que solo se conserva actualmente parte de un pequeño aljibe que existía bajo la misma, y parte de una de sus paredes, que fueron desenterradas con motivo de unas obras de remodelación en el entorno del Castillo de Burgalimar.
- Poblado de Peñalosa, de la Edad del Bronce, del que existe un amplio estudio[7] realizado por parte de investigadores de la Universidad de Granada y financiación de la Junta de Andalucía.

## Cultura

### Fiestas
- 2 de febrero, Fiesta de la Candelaria, en la que se quema el 'ramón' procedente de la corta de las olivas en grandes hogueras, con juegos alrededor.
- Carnaval.
- Semana Santa.
- 2.º fin de semana del mes de mayo, Feria de Baños, en honor de los patronos Ntra. Señora de la Encina (cuyo día es el 9 de mayo, fecha en la que está datada tradicionalmente) y Ntro. Padre Jesús del Llano.
- Último fin de semana del mes de julio, Noche de la Rosa, fiestas medievales.
- 15 de agosto, Fiestas del Emigrante. Gran parte de los emigrantes (a Barcelona, Madrid, etc) vuelven al pueblo para celebrar estas fiestas junto con sus familiares, de ahí el nombre de las mismas. Durante las mismas, se celebra un encuentro de migas santeras, que cada año cuenta con una mayor afluencia de visitantes.
- 18, 19 y 20 de septiembre Fiestas de los Esclavos.
- 1 de noviembre, Fiesta de Todos los Santos, la gran parte del pueblo sale a festejar este día al campo. El origen de esta fiesta radica en la antigua costumbre por la que durante los días 1 y 2 de noviembre, las campanas de la iglesia estaban día y noche repicando con motivo del Día de los Difuntos. Para evitar el 'desasosiego' que este repicar generaba entre todos los habitantes de la población, los hombres (actualmente también mujeres) salían al campo para no oírlas, para lo que hacían acopio de toda clase de viandas.

### Gastronomía
Entre los platos y productos gastronómicos más típicos podemos encontrar:
- Cucharro, canto de pan con aceite y tomate, que es acompañado con las tradicionales aceitunas aliñadas, habas, rábanos y bacalao. Se llama canto de pan a lo que queda de un pan al que se le ha quitado la miga interior.
- Por la proximidad a Sierra Morena, son muy típicos los platos preparados a partir de la carne de monte (jabalí o venado principalmente), así como con otras carnes de caza menor (conejo, perdiz, etc).
- Aceite de oliva virgen extra de la Campiña de Jaén.
- Gachas dulces, también llamadas gachas santeras.
- Migas serranas o migas santeras, acompañadas con rábanos, melón o chocolate.
- Sobá, una gran y crujiente torta de aceite.
- Magdalenas y hornazos. Se pueden adquirir durante todo el año en cualquiera de las panaderías del pueblo. Son realizados de forma tradicional en las fiestas de Semana Santa.
- Otros productos como aceitunas aliñadas de diversas maneras (verdes rajadas o machacadas en salmuera, negras rajadas), miel, jalea real, alcaparras y alcaparrones en vinagre.